# Huma Qureshi
Huma Qureshi (née le 28 août 1986) est une actrice indienne de Bollywood. Elle est surtout connue grâce au rôle de Moshina dans Gangs of Wasseypur qui lui permet d'être sélectionnée pour les Filmfare Award de la meilleure actrice dans un second rôle.

## Biographie

### Jeunesse et vie privée
Le 28 juillet 1986, Huma Qureshi voit le jour dans la ville de Delhi. Son frère aîné, Saqib Saleem, est également acteur et fait ses débuts dans Mujhse Fraaandship Karoge. Leur père dirige une chaîne de restaurants.

### Carrière
Huma Qureshi commence sa carrière en tournant des publicités avec les vedettes Shahrukh Khan ou encore Aamir Khan qui lui permettent d'être remarquée par Anurag Kashyap qui lui offre un rôle dans Gangs of Wasseypur.
En 2012 le film sort sur les écrans indiens après avoir été présenté à Cannes ; il est encensé par la critique et rencontre un succès public honorable. Il permet à Huma Qureshi de récolter une nomination au Filmfare Award de la meilleure actrice dans un second rôle.
Elle donne ensuite la réplique à Kunal Kapoor dans la comédie Luv Shuv Tey Chicken Khurana de nouveau apprécié par la critique  et succès commercial couvrant le budget investi. Ses qualités de comédienne sont de nouveau saluées en 2014 grâce à Dedh Ishqiya Abhishek Chaubey. Dans cette comédie à suspense pleine d'esprit et de poésie qui donne le beau rôle aux femmes, elle joue aux côtés de Madhuri Dixit, Naseeruddin Shah et Arshad Warsi.

## Filmographie

### Au cinéma
- 2012 : Gangs of Wasseypur – Part 1 : Mohsina
- 2012 : Gangs of Wasseypur – Part 2 : Mohsina
- 2012 : Trishna : elle-même ; elle apparaît dans la chanson Maintenance.
- 2012 : Luv Shuv Tey Chicken Khurana (en) : Harman
- 2013 : Ek Thi Daayan (en) : Tamara
- 2013 : Shorts (en) : Sujata ; elle apparait dans l'épisode Sujata.
- 2013 : D-Day (en) : Zoya Rehman
- 2014 : Dedh Ishqiya : Muniya
- 2015 : Badlapur (en) : Jhimli
- 2015 : Highway (en) : Mahalakshmi
- 2015 : X: Past Is Present (en) : Veena ; elle apparait dans l'épisode Knot.
- 2016 : White (en) : Roshni Menon (film en malayalam)
- 2017 : Ek Dopahar : Raina (court-métrage)
- 2017 : Jolly LLB 2 (en) : Pushpa Pandey
- 2017 : Le Dernier Vice-Roi des Indes : Aalia ; film sur la partition des Indes en 1947.
- 2017 : Dobaara: See Your Evil (en) : Natasha Merchant
- 2018 : Kaala (en) : Zarrena
- 2019 : Leila (en) : Shalini
- 2021 : Army of the Dead

### À la télévision
- 2012 : Upanishad Ganga (série télévisée) : la femme de Pundalik, Nati Hussaini

### Clips vidéo
- 2016 : Tumhe Dillagi (clip vidéo)